# 水妖

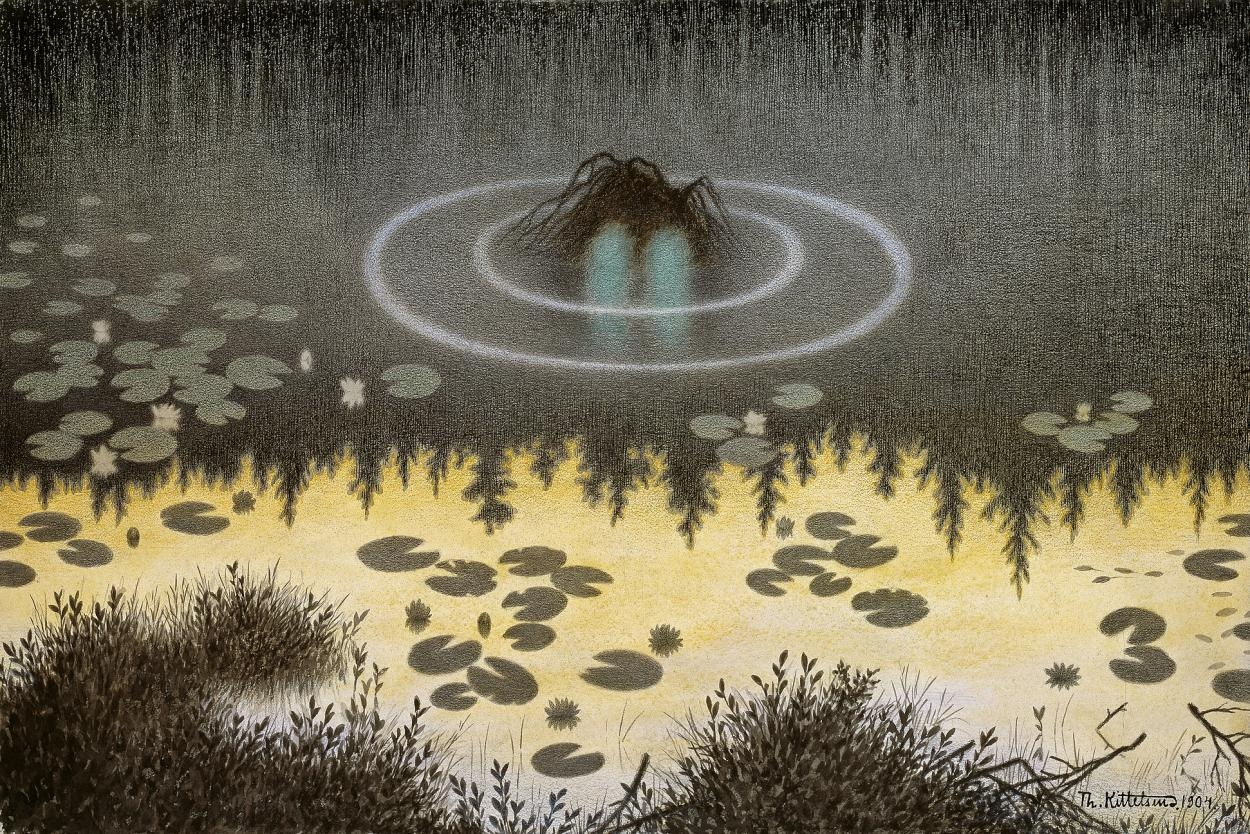
挪威画家蒂奥多·吉特尔森以水妖（挪威语：Nøkken）为题材于1892年所作，藏于挪威国立艺术、建筑和设计博物馆。

水妖（英語：Nixie)是日耳曼神话和民间传说中常见的水灵，栖息于内陆的河流、池塘、湖泊和水域。这种形象自北欧神话时代起便存在于北欧的民间信仰和文学中,通常被视为水域危险性的拟人化象征。并具有变形能力，通常会以各种形态出现，常试图引诱人类靠近后使其溺水。水妖与多种传统有关，特别是源自日耳曼神话的传统，并且在整个北欧广泛流传，有许多地方变体。因此，与水妖相关的观念和故事往往与其他生活在水中的超自然生物和神话中的元素精灵息息相关。
这些水灵在所有日耳曼民族的故事中都有出现，只是名称各异, 但它们可能最为人熟知的是在斯堪的纳维亚的民间传说中。与其相关的英语传说中的 knucker 通常被描绘为一种巨型虫类或龙类生物，但较新的版本中也赋予了其其他形态。这些水灵的性别、别名以及各种变化形式会因地域而异。德国的Nix和斯堪的纳维亚对应形象多为男性，而德国的Nixe则是女性的河中美人鱼。 在欧洲其他地区也有类似的生物，例如法国的美露莘（Melusine)、西班牙阿斯图里亚斯地区的Xana，以及斯拉夫国家中的水灵（例如Rusalka）。

## 词源
这些名字起源于日耳曼语词根[*nikwus] 错误：{{Lang}}：無法辨識私有標籤 proto（帮助）或[*nikwis(i)] 错误：{{Lang}}：無法辨識私有標籤 proto（帮助），其根源可以追溯到原始印欧语*neigʷ，意为“洗涤”。它们与梵语、希腊语和以及爱尔兰语（均表示“洗涤”或“被洗涤”）有着共同的语义基础。在英语和瑞典语中，这些水灵被称为，瑞典语的形式为（定冠形式为näcken），其起源可以追溯到古瑞典语，对应于古冰岛语（属格为 ）以及新挪威语。芬兰语中使用的是，而在丹麦语和书面挪威语中，分别采用古丹麦语的演化而来的现代形式或。
在冰岛语和法罗语中，描绘了一种马形水灵，而中古低地德语称其为，中古荷兰语则称为，这些词与或以及等词汇存在一定关联。古高地德语中的意为“鳄鱼”，而古英语中的 则可以指“水怪”，例如《贝奥武夫》中描述的怪物，也可能指“河马”。
此外，挪威的和瑞典的是与这些水灵相关的形象，有时被认为是它们的别称。

## 民间的记载与想象

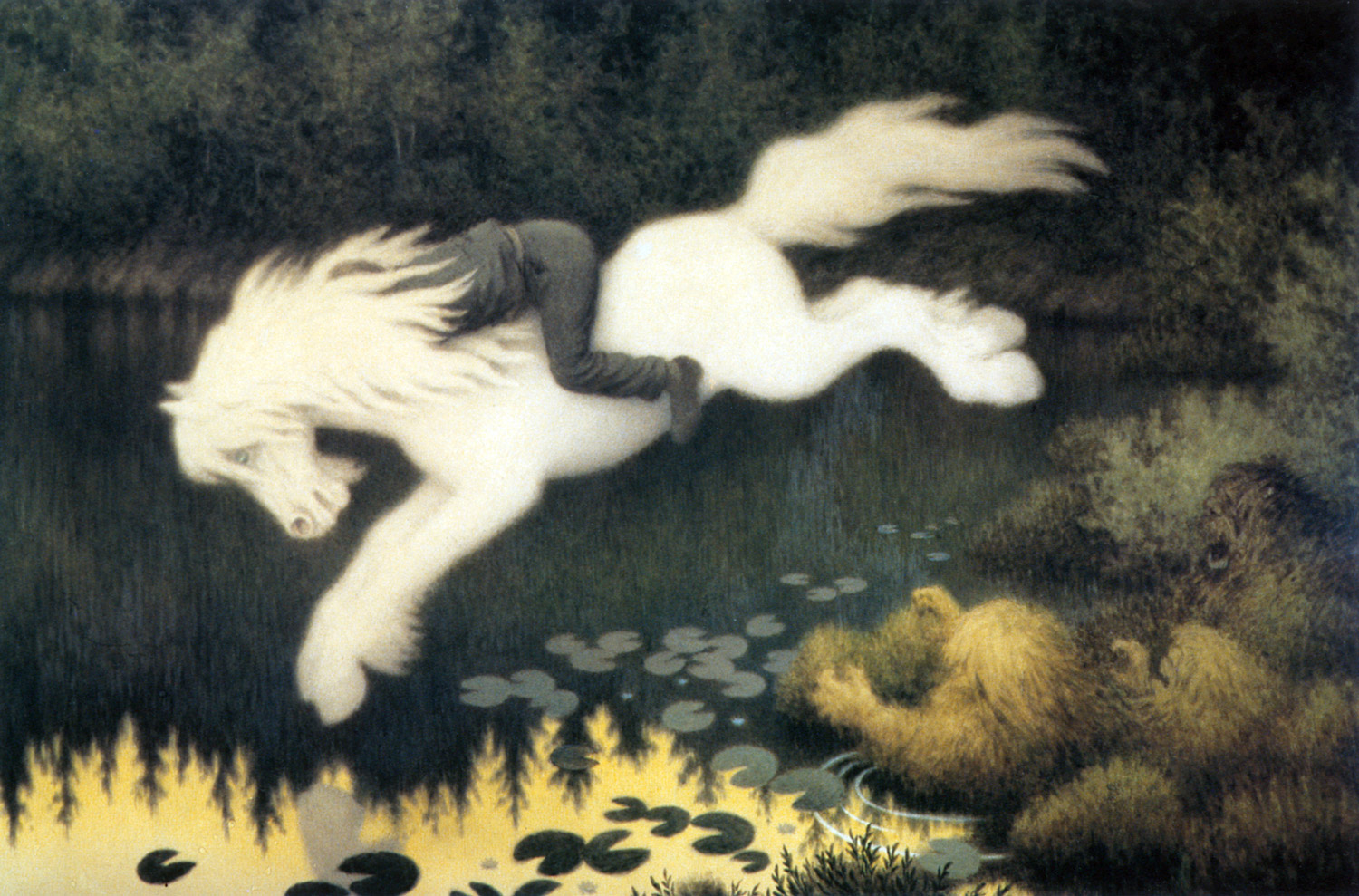
蒂奥多·吉特尔森所绘，Gutt på hvit hest（白马上的男孩），描绘了一个化作白马形态的水妖背着一个男孩准备跃入湖中。

在较古老的记载中，水妖通常被描述为一种恐怖、邪恶的生物，并经常被与恶魔和其他的民间传说中的如巨魔（古诺斯语：trǫll）、胡德拉（古诺斯语：hylja）联系起来。他总是趁日落时潜伏在岸边等待猎物，其目标可能是动物也可能是人类。对人类来说未受洗的婴儿和孕妇尤其危险。他也可能以一个生活于孤独和忧伤中的人类形态出现，抱怨自己无法获得救赎进入天堂。
在早期的想象中，水妖通常会被与酒醉联系起来，因为他既可以引诱猎物向他靠近，他也可以因自身悲伤的哀鸣和难听的哭声被作为一种对死亡和坏天气的警示。

### 外貌
水妖通常都是无形的，但他可以变形为一根树干，木筏或是液态的模样。他也可以变成一匹马或人形然后混入人群中。通常他会变成一个长发的年轻的男子形象示人以诱惑女性走向死亡。有些时候他还会变成长着灰色胡子的矮人的形状，
在很多故事中，水妖会以一匹高大的灰白色骏马的形象出现。这并非他们真实的形态，而是为了吸引被他们选中的猎物（通常是孩子）骑上他们然后跳入水中。在瑞典南部以此形象被记载的水妖也被称为Bäckahäst （Lit.溪马）或被想象成黑色的阉公牛。而凯尔特民间传说中的类似生物则有凯尔派（英语：Kelpie或Kelpy）和水马（苏格兰盖尔语：each-usige)。根据传说，这两种生物都有变形的能力，凯尔派会往返于苏格兰各处的湖泊、河流和海洋，而肉食的水马比前者更加危险。这种相似的民间传说在苏格兰的其他地方也能找到对应的记载：在奥克尼，它被叫做the nuggle或Noggelvi;在设德兰，它的名字包括the shoopiltee, the njogel 或 the tangi。在法罗群岛，类似的生物叫做nykur。

## 艺术中的水妖

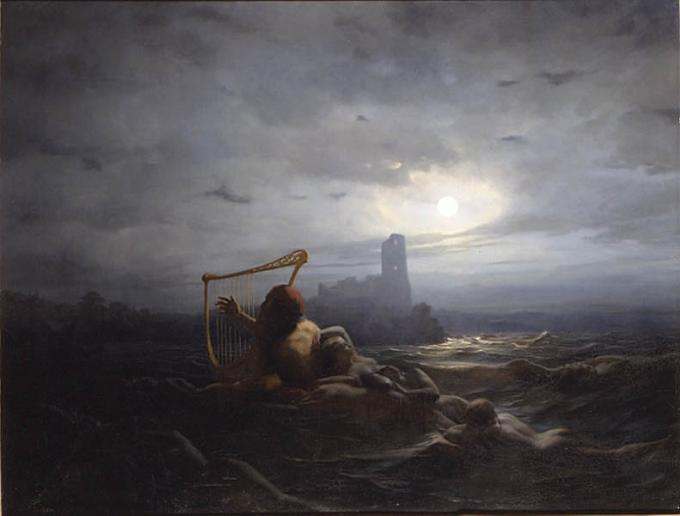
《Näcken och Ägirs döttrar》由瑞典画家Nils Johan Olsson Blommérs于1850年创作。本作中，水妖与北欧神话中的一位海神埃吉尔的女儿们一同出现，这融合了北欧的神话故事与民间传说。现藏于瑞典国立博物馆。

水妖在很多文学创作、绘画及现代文化中都是常见的创作元素，尤其是在19世纪时的挪威及瑞典两国的浪漫主义及稍晚于前者的浪漫民族主义浪潮中尤为常见。

## 文化影響
- 在2023年电子游戏《荊棘：群山之王》中，水妖是玩家必须面对的众多头目之一。

## 資料來源
1. 1 2  . Encyclopædia Britannica.   [24 June 2019]. （原始内容存档于2015-09-05）.
2. 1 2 3  The article Näcken, tome 20, p. 317 （页面存档备份，存于）, in  (1914)
3. ↑  Köbler, Gerhard.  (PDF).   [26 December 2011]. （原始内容 (PDF)存档于12 January 2012）.
4. 1 2 3 4 5 6 7 8 9  Hellquist, Elof. . Lund: C. W. K. Gleerups förlag Berlingska boktryckeriet: 532. 1922  [26 December 2011]. （原始内容存档于2011-08-26）.
5. ↑  Kemble, John Mitchell. . W. Pickering. 1837: 17–.
6. ↑  abookofcreatures. . A Book of Creatures. 2016-09-09  [2022-11-29]. （原始内容存档于2023-03-29） （英语）.
7. ↑  . www.orkneyjar.com.   [2022-12-06]. （原始内容存档于2023-05-09）.